# Felipe Santiago Ignacio de Otálora y del Ribero
Felipe Santiago Ignacio de Otálora y del Ribero fue un importante hacendado de la provincia de Buenos Aires en los últimos años del Virreinato y los primeros de las Provincias Unidas del Río de la Plata.

## Biografía
Felipe Santiago Ignacio de Otálora y del Ribero nació en Buenos Aires, Gobernación del Río de la Plata (Argentina), hijo predilecto del coronel José Antonio Gregorio de Otálora, regidor del Cabildo de Buenos Aires y uno de los más ricos comerciantes del territorio, y de Josefa del Ribero y Cossio. 
Fue bautizado el 13 de abril de 1770.
Desde 1798 hasta su muerte fue administrador de la estancia Rincón de las Palmas, antigua reducción y estancia jesuítica adquirida por su padre tras la expulsión de la Orden.
El 18 de noviembre de 1815 su padre le otorgó poder para testar muriendo dos días después, tras mejorar su testamento a favor de Felipe. Su hermano José Antonio y su cuñado Cornelio Saavedra, casado con su hermana Saturnina iniciaron varios expedientes solicitando la nulidad de esos documentos.
Casó con su pariente Mercedes Soler y Otálora el 7 de octubre de 1816, hija del Coronel Manuel Soler, y hermana del General Miguel Estanislao Soler, y de Manuela Soler y Otálora de Robredo.
De su matrimonio nació Felipe Lucas, rico hacendado y propietario
Falleció en Buenos Aires el 19 de julio de 1818.